# Guido Reni
Guido Reni (uitspraak: 'gwido 'reni) (Bologna, 4 november 1575 – aldaar, 18 augustus 1642) was een Italiaanse kunstschilder en graveur.

## Leven en werk
Als kind was hij regelmatig te vinden in de studio van de Vlaamse schilder Denis Calvaert in Bologna. Rond 1595 was hij voor een korte periode leerling van de familie Augostino, Annibale en Lodovico Carracci. In 1598 kreeg hij de opdracht om voor de façade van het Palazzo del Reggimento in Bologna decoratieve fresco's uit te voeren. Net na 1600 begon hij aan zijn eerste van vele reizen naar Rome. Tot ongeveer 1614 was die stad zijn werkplek. In die periode was ook Caravaggio daar aan het werk. De twee werden een soort rivalen van elkaar en beïnvloedden elkaar. Dit is onder meer te zien in de Kruisiging van St. Petrus (Santa Maria del Popolo) van Caravaggio.
Rond 1608/09 werkte Reni aan fresco's in de kerk van San Gregorio Magno in Rome. Daar toonde hij in het werk God de Vader boven een samenscholing van Engelen -volgens vele kenners- de eerste maal zijn grandeur in stijl en tonaliteit die voor zijn latere werk, zoals het Aurora-fresco uit 1613 in het Palazzo Rospigliosi Pallavaccini in Rome, kenmerkend zouden zijn. In de kathedraal in Ravenna begon hij in 1620 met de fresco's en met het altaarstuk Israëlieten. Daarna keerde hij terug naar zijn geboortestad Bologna, waar hij niet veel later zijn eigen academie vestigde. Zijn bekendste leerlingen waren: Simone Cantarini, Francesco Sessi en Giovanni Michelini.
Naast portretschilderijen maakte hij ook portretgravures van andere kunstenaars en ook van zichzelf.
Opvallend is dat Reni -ondanks zijn door de kenners omschreven voluptueuze sentimentaliteit- in tegenstelling tot zijn Bolognese tijdgenoten zeer lang hoog in aanzien stond, met name tijdens de 17e en 18e eeuw. Veel schilderijen van zijn hand bevinden zich in de collecties van diverse Europese musea, waaronder het schilderij Atalanta en Hippomenes (in het Prado in Madrid), Ecce Homo (in Londen en het Louvre), Mater Dolorosa (Rome en Berlijn) en Ontvoering van Deianeira (in het Louvre).

## Galerij

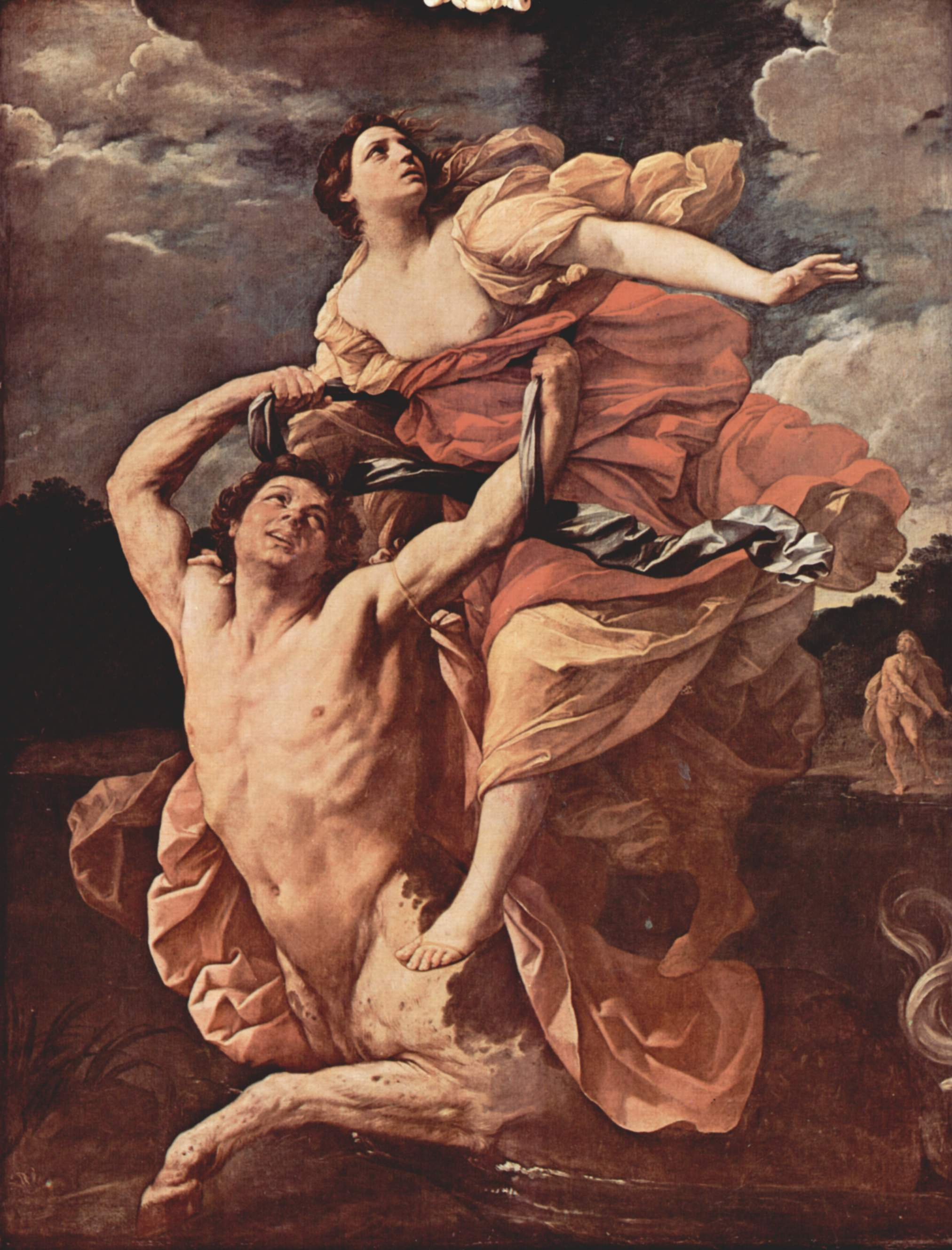
Ontvoering van Deianira, 1620-1621, Louvre, Parijs
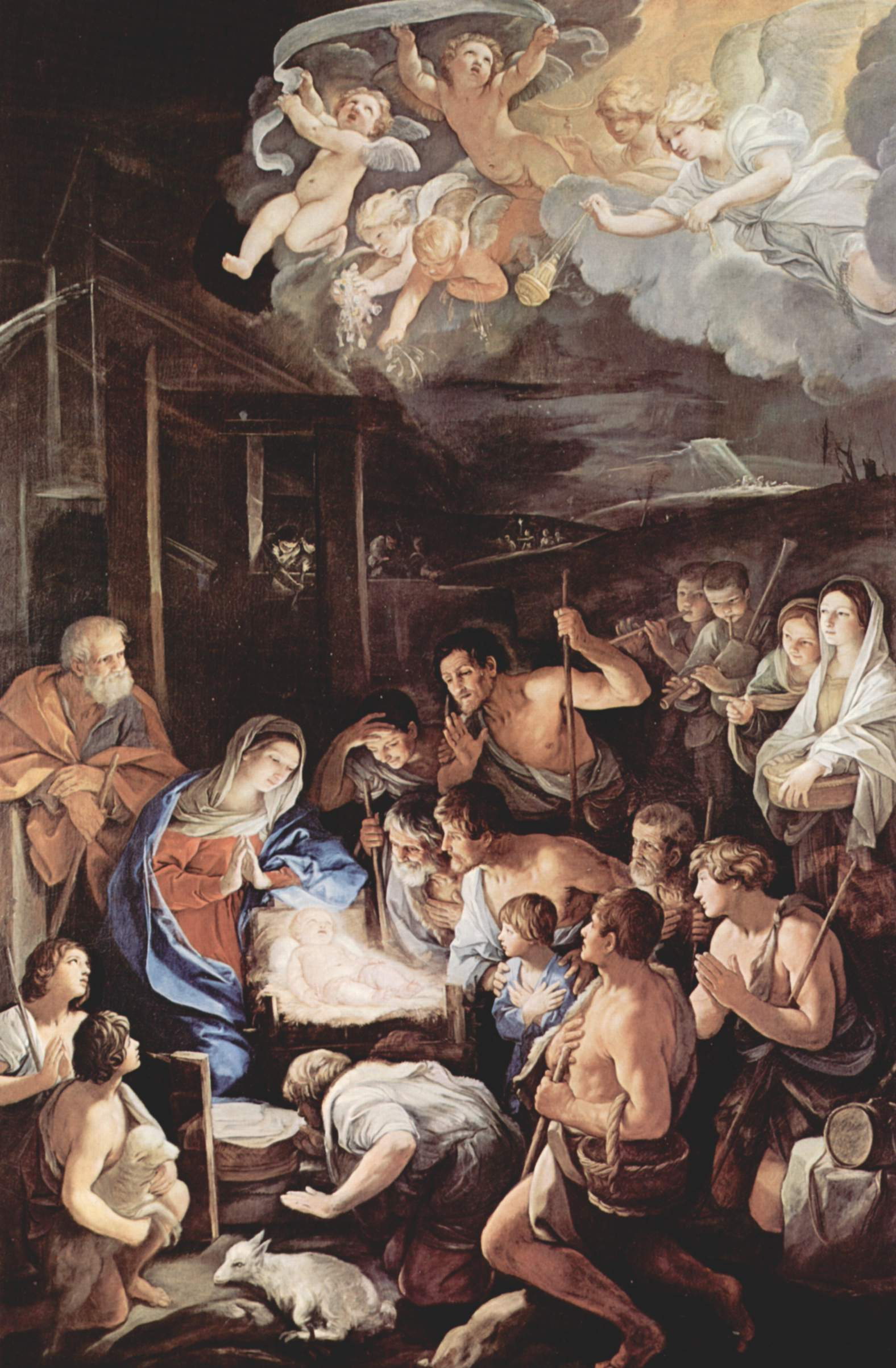
Aanbidding door de herders, 1630-1642), Kartuizerklooster San Martino, Napels
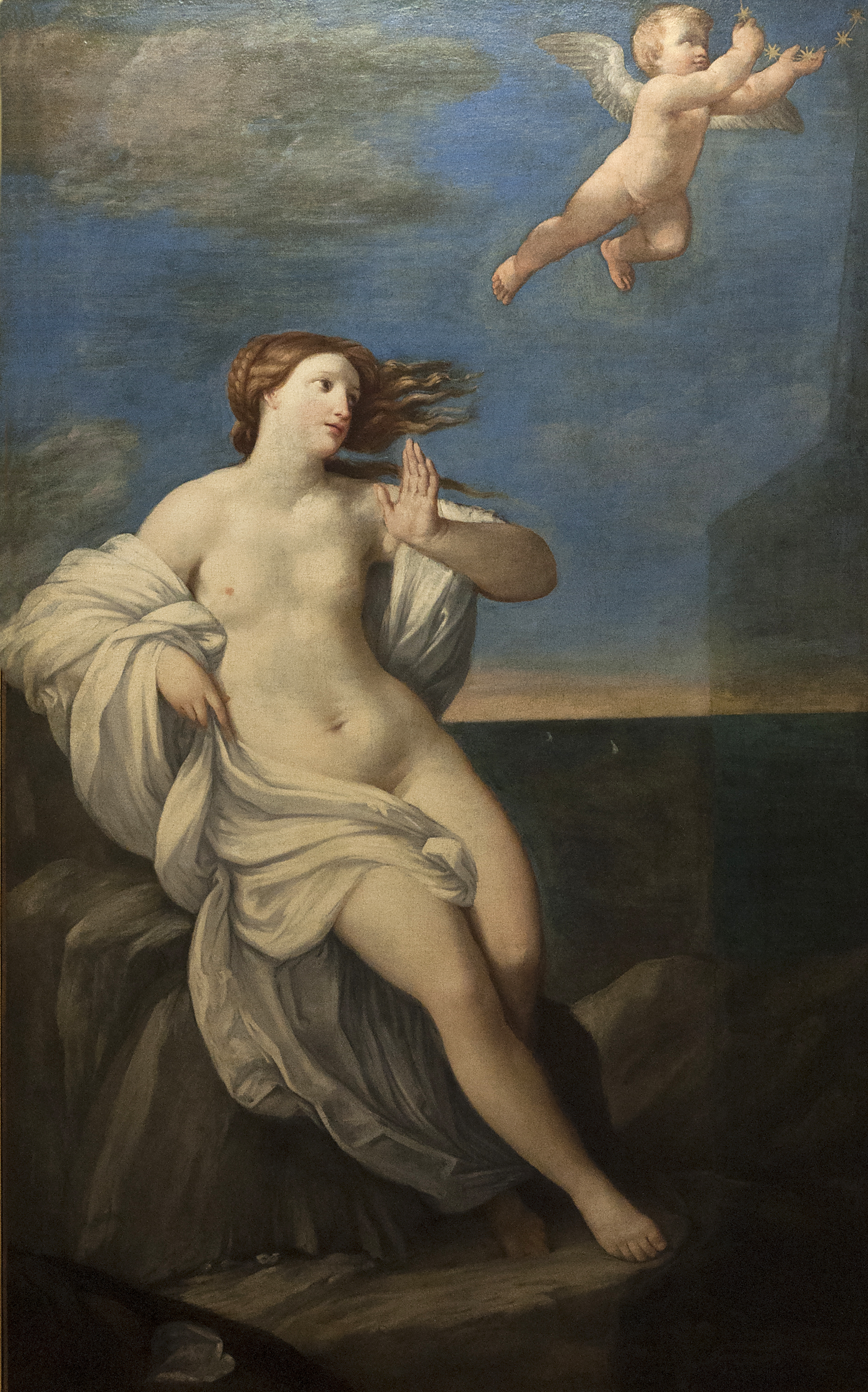
Arianna, 1640, Pinacoteca Nazionale di Bologna

- Auckland Art Gallery Toi o Tāmaki: 2558
- Art Gallery of South Australia: 10020
- Bibsys: 97040575
- Biblioteca Nacional de España: XX971727
- Bibliothèque nationale de France: cb122890896 (data)
- Catàleg d'autoritats de noms i títols de Catalunya: 981058610254306706
- CiNii: DA03209576
- Stuttgart Database of Scientific Illustrators 1450–1950: 3665
- Gemeinsame Normdatei: 118599712
- International Standard Name Identifier: 0000 0001 2320 6667
- KulturNav: cc883c79-a2f9-4955-8af2-892530634f40
- Library of Congress Control Number: n80021717
- MusicBrainz: a6f82e50-9543-4a91-aca2-669a55558071
- National Gallery of Victoria: 1193
- Nationale Bibliotheek van Tsjechië: jn20000701490
- Nationale bibliotheek van Australië: 36520375
- Nationale Bibliotheek van Israël: 987007279989305171
- Nationale Bibliotheek van Polen: a0000002005680
- Nationale en Universitaire bibliotheek Zagreb: 000012498
- Nederlandse Thesaurus van Auteursnamen: 068910673
- Réseau des bibliothèques de Suisse occidentale: 02-A003738296
- RKD-Nederlands Instituut voor Kunstgeschiedenis: 66290
- Istituto Centrale per il Catalogo Unico: CFIV083701
- LIBRIS: 208143
- SNAC: w6xk9nr6
- Système universitaire de documentation: 02739767X
- Museum of New Zealand Te Papa Tongarewa: 1932
- Trove: 1269672
- Union List of Artist Names: 500030334
- Virtual International Authority File: 49288294
- WorldCat: E39PBJrwVj7VgVJtthxdvdGmBP